# Heinrich Wettach

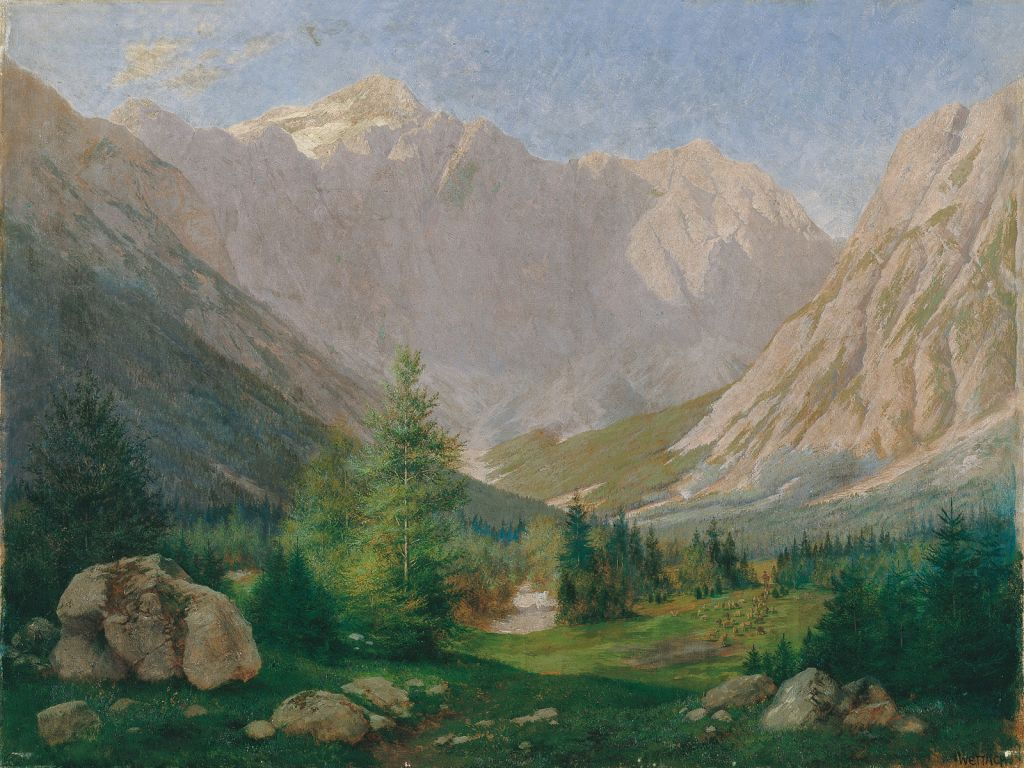
Alpenlandschaft

Heinrich Wettach (* 12. Juni 1858 in Wien; † 3. Oktober 1929 in St. Andrä in Villach) war ein österreichischer Porträtmaler und Musiker, der von 1885 bis 1918 in Laibach tätig war. 
Nach dem Studium der Malerei an der Akademie der bildenden Künste Wien siedelte er 1885  nach Laibach über. Wettach war zunächst als freischaffender Künstler tätig, unterrichtete Kunstgeschichte und Zeichnen 1900/1901 am II. Gymnasium, dann an der privaten Schule für Lehrerinnenausbildung. 
Von 1896 bis 1914 führte er in seinem Atelier eine private Malschule. Zu seinen Schülerinnen gehörte u. a. die Malerin Elsa Kastl-Obereigner. Wettach war in Laibach als Porträtmaler bekannt, schuf auch im Konzertsaal der Laibacher Philharmonie um 1891 vier Allegorien der symphonischen Musik.
1897 bezog er eine Villa nach dem Entwurf des Wiener Architekten Alfred Bayer. Die Villa beherbergt gegenwärtig die Botschaft der Vereinigten Staaten.
Heinrich Wettach war auch als Musiker tätig. Als Mitglied der Deutschen Philharmonischen Gesellschaft in Laibach trat er als Bratschist, manchmal auch als Pianist im Kammerorchester der Philharmonischen Gesellschaft auf.
1918 übersiedelte er nach Kärnten.